# Alive! The Millennium Concert
Alive! The Millennium Concert es un disco en vivo de la banda de hard rock Kiss, sacado al mercado en el año 2006, The Millennium Concert (registrado el 31 de diciembre de 1999 en el BC Place Stadium en Vancouver, Canadá) y fue originalmente planeado para ser lanzado como Alive IV en 2000, pero debido a que el sello padre de Kiss, Mercury, fue absobbido por la fusión Universal/Vivendi, Alive IV fue dejado de lado.
Aunque Universal aceptó posteriormente que Kiss usara a Mercury para editar el material del Millenium Concert como Alive IV, la banda lo dejó de lado indefinidamente y lanzó Symphony: Alive IV con el concierto sinfónico de Sídney.
Finalmente, el concierto del Milenio fue editado en 2006 como parte de una caja recopilatoria llamado Kiss Alive! 1975–2000-
"Rock and Roll All Nite" es la única canción del concierto del Milenio que se publicó antes de la versión de Alive!.
También es el último disco en el que participa la Formación original.

## Lista de temas del LP
1. Psycho Circus (Paul Stanley, Curtis Cuomo)
  - Voz líder: Paul Stanley
2. Shout It Out Loud (Gene Simmons, Paul Stanley, Bob Ezrin)
  - Voz líder: Paul Stanley & Gene Simmons
3. Deuce (Gene Simmons)
  - Voz líder: Gene Simmons
4. Heaven's on Fire (Paul Stanley, Desmond Child)
  - Voz líder: Paul Stanley
5. Firehouse (Paul Stanley)
  - Voz líder: Paul Stanley
6. Do You Love Me (Kim Fowley, Paul Stanley, Bob Ezrin)
  - Voz líder: Paul Stanley
7. Let Me Go, Rock 'N' Roll (Gene Simmons, Paul Stanley)
  - Voz líder: Gene Simmons
8. 2000 Man (Mick Jagger, Keith Richards)
  - Voz líder: Ace Frehley
9. God of Thunder (Paul Stanley)
  - Voz líder: Gene Simmons
10. Lick It Up (Paul Stanley, Vinnie Vincent)
  - Voz líder: Paul Stanley
11. I Love It Loud (Gene Simmons, Vinnie Vincent)
  - Voz líder: Gene Simmons
12. 100,000 Years (Gene Simmons, Paul Stanley)
  - Voz líder: Paul Stanley
13. Love Gun (Paul Stanley)
  - Voz líder: Paul Stanley
14. Black Diamond (Paul Stanley)
  - Voz líder: Paul Stanley (intro) & Peter Criss
15. Detroit Rock City (Paul Stanley, Bob Ezrin)
  - Voz líder: Paul Stanley
16. Into the Void (Ace Frehley, Karl Cochran)
  - Voz líder: Ace Frehley
17. Beth (Peter Criss, Stan Penridge, Bob Ezrin)
  - Voz líder: Peter Criss
18. Rock and Roll All Nite (Gene Simmons, Paul Stanley)
  - Voz líder: Gene Simmons

## Lista de temas del CD
1. Psycho Circus (Paul Stanley, Curtis Cuomo)
  - Voz líder: Paul Stanley
2. Shout It Out Loud (Gene Simmons, Paul Stanley, Bob Ezrin)
  - Voz líder: Paul Stanley & Gene Simmons
3. Deuce (Gene Simmons, Paul Stanley)
  - Voz líder: Gene Simmons
4. Heaven's on Fire (Paul Stanley, Desmond Child)
  - Voz líder: Paul Stanley
5. Into the Void (Ace Frehley, Karl Cochran)
  - Voz líder: Ace Frehley
6. Firehouse (Paul Stanley)
  - Voz líder: Paul Stanley
7. Do You Love Me (Kim Fowley, Paul Stanley, Bob Ezrin)
  - Voz líder: Paul Stanley
8. Let Me Go, Rock 'N' Roll (Gene Simmons, Paul Stanley)
  - Voz líder: Gene Simmons
9. I Love It Loud (Gene Simmons, Vinnie Vincent)
  - Voz líder: Gene Simmons
10. Lick It Up (Paul Stanley, Vinnie Vincent)
  - Voz líder: Paul Stanley
11. 100,000 Years (Gene Simmons, Paul Stanley)
  - Voz líder: Paul Stanley
12. Love Gun (Paul Stanley)
  - Voz líder: Paul Stanley
13. Black Diamond (Paul Stanley)
  - Voz líder: Paul Stanley (intro) & Peter Criss
14. Beth (Peter Criss, Stan Penridge, Bob Ezrin)
  - Voz líder: Peter Criss
15. Rock and Roll All Nite (Gene Simmons, Paul Stanley)
  - Voz líder: Gene Simmons

## Personal
- Paul Stanley: Guitarra rítmica, líder vocal y coro
- Gene Simmons: Bajo, líder vocal y coro
- Ace Frehley: Guitarra solista, líder vocal y coros
- Peter Criss: Batería, líder vocal y coro

- Datos: Q30916394